# Oligoneurus angustifacies
Oligoneurus angustifacies är en stekelart som beskrevs av Sergey A. Belokobylskij 1986. Oligoneurus angustifacies ingår i släktet Oligoneurus och familjen bracksteklar. Inga underarter finns listade i Catalogue of Life.